# Кутове прискорення
Кутове прискорення — похідна від кутової швидкості по часу. Характеризує зміну у часі кутової швидкості {\displaystyle \omega } обертання тіла навколо осі або точки.
{\displaystyle {\vec {\varepsilon }}={\frac {d{\vec {\omega }}}{dt}}},
де {\displaystyle {\vec {\varepsilon }}} — кутове прискорення, {\displaystyle {\vec {\omega }}} — кутова швидкість, {\displaystyle t} — час.
Вимірюється в рад/c2.

## Динаміка
Кутове прискорення виникає тоді, коли змінюється швидкість обертання тіла, наприклад при його розкручуванні. Причиною виникнення кутового прискорення є момент сили, що діє на тіло. Для абсолютно твердого тіла другий закон Ньютона має форму:
{\displaystyle M_{i}=\sum _{j}I_{ij}\varepsilon _{j}},
де {\displaystyle I_{ij}} - момент інерції, {\displaystyle M_{i}} - компонента моменту сили. 

## Одновісне обертання
Загалом кутове прискорення є векторною величиною. У випадку одновісного обертання, кутове прискорення перпендикулярне до площини обертання. Вибираючи систему координат так, щоб одна з її осей була направлена вздовж осі обертання, кутове прискорення матиме тільки одну компоненту, і тоді його можна описувати скаляром:
{\displaystyle \varepsilon ={\frac {d\omega }{dt}}={\frac {d^{2}\varphi }{dt^{2}}}},
де {\displaystyle \varphi } — кут повороту.